# The Alters
The Alters è un videogioco survival del 2025 sviluppato e pubblicato da 11 Bit Studios. Nel gioco, il giocatore assume il controllo di Jan Dolski, un minatore spaziale che deve creare versioni alternative di se stesso per sopravvivere su un pianeta inospitale. È stato pubblicato per PlayStation 5, Windows e Xbox Series X/S il 13 giugno 2025, ricevendo recensioni generalmente positive dalla critica.

## Modalità di gioco
In The Alters, il giocatore assume il controllo di un costruttore di nome Jan Dolski. Sopravvissuto ad uno schianto su un remoto pianeta, Jan ha bisogno di pilotare una enorme base mobile lungo la superficie del pianeta per rimanere fuori dalla portata del sole, che può ucciderlo a causa delle radiazioni letali. Muovendo la base mobile, Jan deve raggiungere un punto di incontro con la squadra di salvataggio della Ally Corp - la compagnia mineraria di cui Jan é al servizio. È un gioco di sopravvivenza in cui i giocatori devono esplorare il pianeta e cercare risorse e materiali, essenziali per mantenere ed espandere la base. Per fornire energia alle attrezzature minerarie è necessario costruire infrastrutture, come i tralicci dell'elettricità. L'espansione della base è simile a giochi come Fallout Shelter e X-COM, vedendo il giocatore incaricato di aggiungere e disporre nuove stanze e moduli alla base, migliorandone le capacità e mantenendo il suo equipaggio soddisfatto. Ogni segmento del gioco è cronometrato, poiché il sole sorgerà e annienterà l'intero equipaggio del giocatore. Un secondo di tempo nel mondo reale equivale a un minuto di gioco.
Per sopravvivere e fuggire prima dell'alba, Jan deve creare degli "Alter" utilizzando un materiale noto come Rapidium. Gli alter sono versioni alternative di se stessi che hanno fatto scelte di vita diverse e, di conseguenza, hanno competenze, stili di vita e personalità distintivi. Utilizzando un sistema chiamato " Albero della Vita ", l'originale Jan può osservare il proprio percorso di vita e scegliere quale Alter portare in vita. Gli alter possono offrire soluzioni ai problemi che il giocatore sta affrontando in quel momento. Ad esempio, lo "Jan Scienziato" potrebbe aiutare i giocatori a trovare nuovi modi per orientarsi negli ambienti ostili del gioco e sviluppare nuove tecnologie. Ogni Alter ha le sue emozioni, i suoi bisogni e le sue paure, e i giocatori devono controllarne regolarmente lo stato. Se non vengono presi in considerazione, gli alter possono agire in modo avventato, con conseguenti conseguenze impreviste. C'è un numero massimo di Alter che un giocatore può creare in una partita.
Il gioco racconta la storia di Jan Dolski, un lavoratore a bordo di una nave mineraria precipitata su un pianeta remoto. Con l'aiuto dei suoi compagni alter, versioni alternative di se stesso, Jan deve trovare un modo per sopravvivere al sole cocente e fuggire dal pianeta.

## Sviluppo e pubblicazione
The Alters è stato sviluppato dallo sviluppatore polacco 11 Bit Studios, che in precedenza aveva lavorato a This War of Mine e Frostpunk. Il gioco è stato rivelato da 11 Bit Studios nel giugno 2022 durante il PC Gaming Show 2022. È stato pubblicato per PlayStation 5, Windows e Xbox Series X/S il 13 giugno 2025. Il gioco è stato reso disponibile al lancio per gli abbonati a PC Game Pass e Xbox Game Pass Ultimate senza costi aggiuntivi.
Secondo lo studio, "ogni Alter ha una personalità e una storia preparate con molta attenzione con cui il giocatore può interagire durante il gioco". Tutte le 11 versioni di Jan Dolski sono doppiate da Alex Jordan.

## Accoglienza

### Critica
Secondo l'aggregatore di recensioni Metacritic, The Alters hanno ricevuto recensioni "generalmente favorevoli" dalla critica. OpenCritic ha determinato che il 92% dei critici ha raccomandato il gioco.
Eurogamer ha osservato nella sua recensione che The Alters richiede "perseveranza", ma che perseverare dà i suoi frutti. Hanno elogiato la fusione di idee del gioco come originale. IGN ha elogiato la semplicità delle risorse e delle meccaniche di gestione.

### Riconoscimenti
| Premio          | Data           | Categoria      | Risultato   | Fonte  |
| --------------- | -------------- | -------------- | ----------- | ------ |
| Gamescom Awards | 23 agosto 2024 | Gameplay       | Candidato/a | [ 16 ] |
| Gamescom Awards | 23 agosto 2024 | Best Xbox Game | Candidato/a | [ 16 ] |
| Gamescom Awards | 23 agosto 2024 | Best PC Game   | Candidato/a | [ 16 ] |